# Sedan
Sedan /səˈdɑ̃/ è un comune francese di 16.428 abitanti (1º gennaio 2017) situato nel dipartimento delle Ardenne, nella regione del Grand Est.

## Storia
Sedan fu fondata nel 1424 sulla piccola penisola formata dal fiume Mosa. Nel XVI secolo vi trovarono rifugio parecchi protestanti arrivati in seguito alle guerre di religione francesi. Fino al 1651 la città appartenne alla nobile famiglia dei La Tour d'Auvergne; apparteneva a questa famiglia Henri de La Tour d'Auvergne, visconte di Turenne, famoso generale del Seicento, nato a Sedan nel 1611.
Durante la guerra franco-prussiana fu teatro nel 1870 della disastrosa battaglia di Sedan a seguito della quale l'imperatore francese Napoleone III fu fatto prigioniero assieme ad altri 100.000 soldati dalle truppe tedesche. A seguito di questa schiacciante vittoria, che rese possibile la creazione del secondo Reich, ogni 2 settembre veniva celebrato in Germania il Sedantag, il quale venne festeggiato solo fino al 1919.
Nella seconda guerra mondiale le truppe naziste aggirarono la linea Maginot passando per il neutrale Belgio e Sedan, situata vicino al confine con quest'ultimo, fu una delle prime città francesi a cadere in mano tedesca.

## Cantoni
Fino alla riforma del 2014, il territorio comunale della città di Sedan era suddiviso nei tre cantoni:
- Cantone di Sedan-Est
- Cantone di Sedan-Nord
- Cantone di Sedan-Ovest

A seguito della riforma approvata con decreto del 21 febbraio 2014, che ha avuto attuazione dopo le elezioni dipartimentali del 2015, il territorio comunale della città di Sedan è suddiviso nei tre cantoni:
- cantone di Sedan-1: comprende parte della città di Sedan e i comuni di
  - Bosseval-et-Briancourt
  - Chéhéry
  - Cheveuges
  - Donchery
  - Noyers-Pont-Maugis
  - Saint-Aignan
  - Thelonne
  - Villers-sur-Bar
  - Vrigne-aux-Bois
  - Wadelincourt
- cantone di Sedan-2: comprende parte della città di Sedan e i comuni di
  - La Chapelle
  - Fleigneux
  - Floing
  - Givonne
  - Glaire
  - Illy
  - Saint-Menges
- cantone di Sedan-3: comprende parte della città di Sedan e i comuni di
  - Balan
  - Bazeilles
  - Daigny
  - Francheval
  - La Moncelle
  - Pouru-aux-Bois
  - Pouru-Saint-Remy
  - Rubécourt-et-Lamécourt
  - Villers-Cernay

## Società

### Evoluzione demografica
Abitanti censiti

## Amministrazione

### Gemellaggi
- Eisenach